# Tipula (Schummelia) halidayana
Tipula (Schummelia) halidayana is een tweevleugelige uit de familie langpootmuggen (Tipulidae). De soort komt voor in het Oriëntaals gebied.